# ده توشمال (درة صيدي)
ده توشمال (بالفارسية: ده توشمال) هي مستوطنة تقع في إيران في قسم درة صیدي الريفي. يقدر عدد سكانها بـ 93 نسمة .